# Cogia abdul
Cogia abdul is een vlinder uit de familie van de dikkopjes (Hesperiidae). De wetenschappelijke naam van de soort is voor het eerst geldig gepubliceerd in 1946 door Kenneth Hayward.